# Казеле Ланди
Казеле Ланди (итал. Caselle Landi) је насеље у Италији у округу Лоди, региону Ломбардија.
Према процени из 2011. у насељу је живело 1027 становника. Насеље се налази на надморској висини од 45 м.

## Становништво
| 1936. | 1951. | 1961. | 1971. | 1981. | 1991. | 2001. | 2011. |
| ----- | ----- | ----- | ----- | ----- | ----- | ----- | ----- |
| 2.871 | 2.627 | 2.321 | 2.030 | 1.853 | 1.824 | 1.766 | 1.652 |